# Maria José Rocha
Maria José Rocha Lima, mais conhecida como Zezé, (Salvador, 19 de março de 1953) é uma professora e política brasileira.

## Biografia
Cursou o Primário na Escola Professor Freire Filho, em 1965 e o Secundário no Colégio João Florêncio Gomes e no Instituto Central de Educação Isaias Alves (ICEIA) em 1971 de Salvador. Formou-se em Nutrição e Dietética pela Universidade Católica do Salvador (UCSAL) em 1979, e Ciências Biológicas pela Universidade Federal da Bahia (UFBA) em 1979. Pós-graduação em Metodologia do Ensino Superior, Faculdade de Educação da Bahia (FEBA) em 1993 e mestre em Educação pela UFBA em 1999; especialização em História da África, Universidade de Brasília (UNB) em 2006 em Brasília-DF.
Foi eleita deputada estadual pelo Partido Comunista do Brasil (PCdoB) em 1990, como primeira deputada estadual negra da Bahia. Em 1994, foi reeleita pelo Partido dos Trabalhadores (PT).

## Atividade partidária
Líder do PCdoB, ALBA, 1991-1992; vice-líder do PT, ALBA, 1993, 1995.